# Leptopyrgota minensis
Leptopyrgota minensis är en tvåvingeart som beskrevs av Georges Bernardi 1992. Leptopyrgota minensis ingår i släktet Leptopyrgota och familjen Pyrgotidae. Inga underarter finns listade i Catalogue of Life.